# Štefan Ferencei
Štefan Ferencei (21. května 1925 – 2001) byl slovenský a československý politik Komunistické strany Slovenska, poslanec Slovenské národní rady a Sněmovny národů Federálního shromáždění na počátku normalizace. V 70. a 80. letech ministr vlád Slovenské socialistické republiky.

## Biografie
V letech 1960–1978 působil jako vedoucí tajemník Okresního výboru KSS Dunajská Streda. Ve volbách roku 1964 byl zvolen do Slovenské národní rady. V letech 1962–1966 byl kandidátem Ústředního výboru Komunistické strany Slovenska, členem ÚV KSS od roku 1971. V letech 1962–1989 se uvádí jako účastník zasedání Ústředního výboru Komunistické strany Slovenska. Zastával i funkce v celostátní komunistické straně. 12. sjezd KSČ ho zvolil kandidátem Ústředního výboru Komunistické strany Československa.
Po provedení federalizace Československa usedl do Sněmovny národů Federálního shromáždění. Mandát nabyl až dodatečně v květnu 1970. Do federálního parlamentu ho nominovala Slovenská národní rada. V parlamentu setrval do konce funkčního období, tedy do voleb roku 1971.
Byl rovněž členem vlád Slovenské socialistické republiky. V letech 1978–1989 zasedal ve třetí vládě Petera Colotky, čtvrté vládě Petera Colotky a vládě Petera Colotky, Ivana Knotka a Pavola Hrivnáka jako ministr – předseda Výboru lidové kontroly SSR.
V roce 1962 získal Řád práce, v roce 1975 Řád Vítězného února.